# ريتشي روس
ريتشي روس (بالإنجليزية: Richie Ross)‏ هو لاعب كرة قدم أمريكية أمريكي، ولد في 28 أغسطس 1982 في لنكن في الولايات المتحدة.